# Birjuč
Birjuč è una città della Russia europea sudoccidentale (oblast' di Belgorod), situata sul fiume Tichaja Sosna nella parte orientale della oblast'; è il capoluogo amministrativo del Krasnogvardejskij rajon.

## Società

### Evoluzione demografica
Fonte: mojgorod.ru
- 1897: 13.200
- 1989: 8.500
- 2007: 8.000